# Hőelektromosság
Hőelektromosság alatt hőmérséklet-különbség vagy -változás hatására létrejövő elektromos feszültséget értünk. Lehetséges homogén vagy kristályos anyagban, de különböző anyagok érintkezésénél erőteljesebb a jelenség. A Seebeck-, Peltier-, Thomson-hatás ezzel kapcsolatos jelenségek.
A gyakorlatban elektromos hőmérsékletmérésnél, vagy hűtőgépekben használják.

## Története

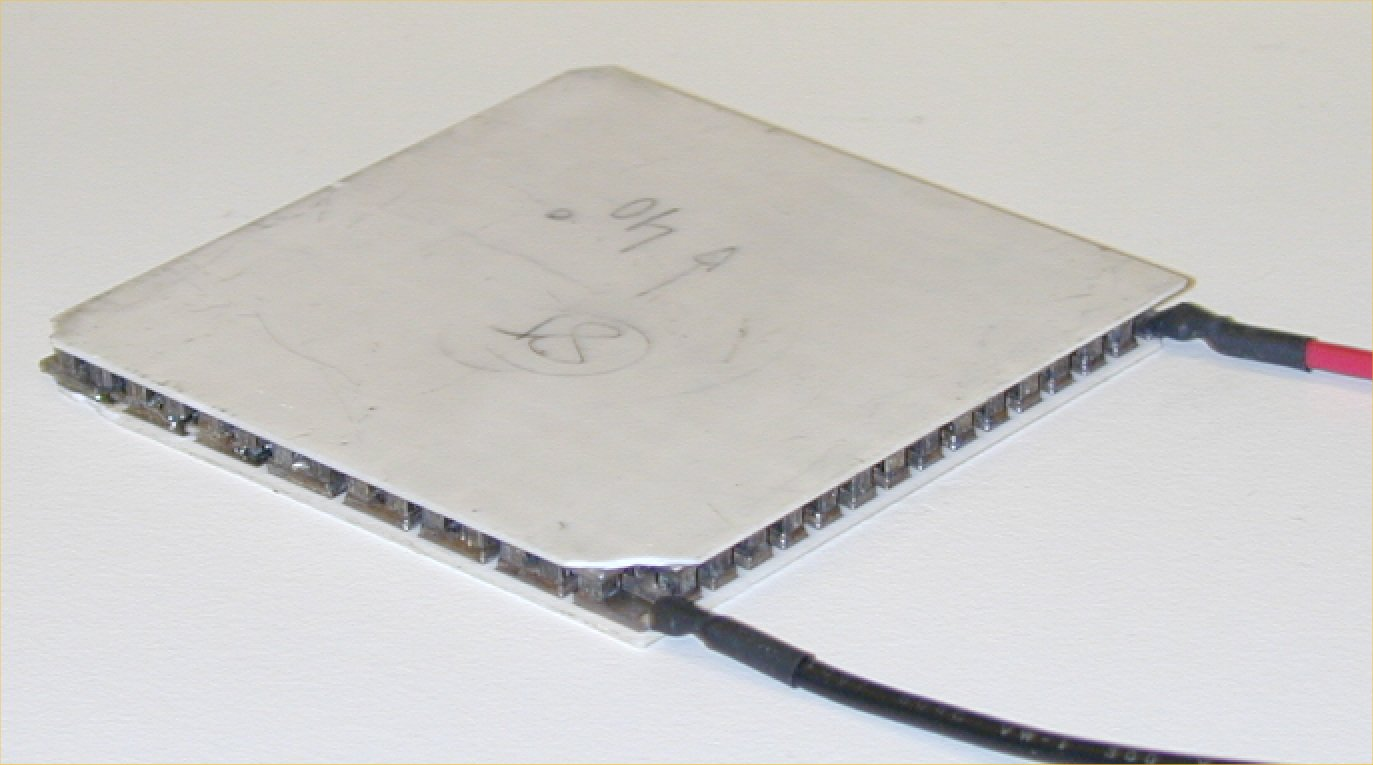
Peltier-elem, ami processzorhűtésre vagy akár áramtermelésre is használható

Thomas Johann Seebeck német fizikus 1821-ben észrevette, hogy ha két különböző fém érintkezési (vagy forrasztási, hegesztési) helyei, az úgynevezett melegpont, valamint a szabad végek (hidegpont) különböző hőmérsékletűek, akkor a melegponton elektromotoros erő támad. Az így fellépő elektromotoros erő nagysága függ a két fém anyagától, valamint a melegpont és hidegpont közötti hőmérséklet-különbségtől. Ha a hidegpontokra valamilyen terhelést, például kijelzőműszert kötnek, akkor a már zárt körben elektromos áram folyik. A hőmérséklet-különbséggel az áram nagysága közel arányosan növekszik a két fémre jellemző összefüggés szerint. Az áram iránya megváltozik, ha a melegpontot hűtik. A keletkező elektromotoros erő csak nyitott kapcsoknál valós értékű. A terhelés függvényében az átfolyó áram a belső ellenállásán átfolyva, azon feszültségesést okoz, így a hidegponton megjelenő feszültség ennyivel kisebb értékű lesz. Célszerű a méréshez nagy belső ellenállású műszert választani, mely a mérendő kört kevésbé terheli.
Az úgynevezett hőelektromos feszültségi sor tiszta fémek esetén a következő - Bi, Ni, Hg, Pt, Au, Cu, Sn, Pb, Ag, Fe, Sb. A fellépő elektromotoros erő annál nagyobb, mennél messzebb vannak a fölhasznált fémek egymástól a sorozatban. Bár a fellépő elektromotoros erő nagysága nem függ a két fém geometriai méreteitől, a belső ellenállása viszont igen, ezért az így készülő hőelemeket különböző átmérőjű anyagokból gyártják. A melegpont melegítésekor az az ág lesz pozitív a másikhoz képest, amelyik a sorban hátrább helyezkedik el. Két különböző fémből készült pálca, mely egy-egy végével egymáshoz van forrasztva hőelektromos elemet vagy termoelemet alkot; több ilyen elemnek különnemű végeit összeforrasztva, vagy hegesztve hőelektromos cellát kapunk. A pálcákat a forrasztási helyeken kívül szigetelőanyag választja el.

## Seebeck-hatás
A jelenséget Thomas Johann Seebeck német fizikus fedezte fel. A Seebeck-hatás azt jelenti, hogy elektromos feszültség keletkezik, ha két különböző fém különböző hőmérsékleten tartott illesztései találkoznak. Az ilyen elven működő hőelektromos generátorok körülbelül 7 százalékos hatékonysággal működnek, előállításukhoz ritka, ezáltal költséges fémötvözetek szükségesek. . A radioizotópos termoelektromos generátort például olyan űreszközökhöz használják, ahol a napelemek energiája nem lenne elégséges. Hősugárzási vizsgálatokhoz használható a Nobili-féle termooszlop, amelyben bizmut- és antimonpálcikák vannak végeiken összeforrasztva és hasábosan elrendezve. A Nobili-féle termooszlop árama olyan kicsi, hogy csak mérési célokra lehet használni.

## Peltier-hatás
Az 1834-ben megfigyelt, Jean Peltier francia fizikusról elnevezett Peltier-hatás lényege, ha kétféle anyagból álló hőelektromos elemen át áramot vezetünk, az érintkezési helyek fölmelegszenek v. lehűlnek, aszerint, hogy az áram milyen irányban halad keresztül. Napjainkban kis teljesítményű hűtéshez szokták használni - a viszonylag nagy áramigénye miatt - például számítógépekben és hűtőtáskákban.

## Thomson-hatás
William Thomson által 1851-ben leírt jelenség szerint változó hőmérsékletű vezetőben a rajta átfolyó áram hatására az anyagtól és az az áramiránytól függően hőelvonás vagy hőfejlődés jelentkezik. Ez az elektromos ellenállás okozta hőtermelést módosítja, általában a többi hatáshoz képes elhanyagolható mértékű. Az egységnyi idő alatt, a vezetőben egységnyi hosszon fejlődött hő (q):
{\displaystyle q=\rho J^{2}-\mu J{\frac {dT}{dx}}\,\!}
Ahol a {\displaystyle \rho } a fajlagos ellenállás, a dT/dx a vezető adott szakaszán észlelt hőmérséklet-különbség, a J az áramsűrűség, a μ a Thomson-együttható.

## Benedicks-hatás
A hatás értelmében egy zárt vezetőben áram keletkezik, ha benne a hőmérséklet eloszlása nem egyenletes. A jelenség tehát a Thomson-hatás megfordítása. A jelenséget Benedicks az alábbi kísérlettel szemléltette: egy zárt vezetőt (pl. platinalemezt) mágnespólusok közé függesztve, majd egyik szélét melegítve a lemez elfordul. Ez a platina belsejében létrejövő áramok keltette saját mágnesesség miatt áll elő. Szimmetrikus, pl. középen történő melegítésre az ellentetten fejlődő áramok kioltják egymást és a hatás elmarad.

## Nernst-effektus
A Nernst-effektus az a termoelektromos fizikai jelenség, amikor hő áramlik egy fémből készült csíkban, amit rá merőleges mágneses térbe helyeznek, akkor elektromos feszültség-különbség keletkezik az élek között.

## A termoelektromos jelenségek kapcsolata
A Seebeck-, Peltier- és Thomson jelenségek anyagszerkezeti okokból összefüggenek egymással, az abszolút
együtthatók között a következő kapcsolatok állnak fenn:
{\displaystyle P(T)=TS(T)} valamint {\displaystyle S(T)=\int _{0}^{T}{\frac {(\mu T')}{(T')}}dT'}
ahol T az abszolút hőmérséklet.

## Termooszlop
Áramtermelési célokra is szerkesztettek termooszlopokat (Noe, Clamond, Gülcher). Van olyan, mely 66 elemből áll, és közel 4 volt elektromotoros erejű. A pozitív elektródok nikkelből készült csövek; mindegyik egy Bunsen-lámpát alkot; a negatív elektródok antimont tartalmazó öntvényből állnak, és mindegyik a hozzátartozó lámpácska kéményét képezi. Oldalt nagy felületű lemezek vannak sorban elhelyezve, ezeket a köztük áramoltatott levegővel hűtik. A Gülcher-oszlop árama nem nagyon erős, de igen állandó.